# 威靈頓拱門
威靈頓拱門（英語：Wellington Arch），也稱憲法拱門（Constitution Arch）或綠園拱門（Green Park Arch，亦是其本來的名稱）是位於英國倫敦市中心海德公園南部，綠園西部一角（現在實際上獨立為一座交通島）的一座凱旋門。威靈頓拱門建設於1826至1830年期間，設計者是德西莫斯·伯頓。在1882年至1883年期間，拱門搬遷至現在的位置。威靈頓拱門上安裝有第一代威靈頓公爵阿瑟·韋爾斯利的騎馬雕像。最初曾計劃設計為四馬並列拉的雙輪戰車雕像，但這一方案直到1912年才實現。

## 歷史
威靈頓拱門和大理石拱門（本來位於白金漢宮前方）都是喬治四世在1825年計劃修建的，用來紀念英國在拿破崙戰爭中獲勝。威靈頓拱門也曾被構想為前往憲法山的一個外側入口，以及倫敦市中心在西側的一個主要入口。
威靈頓拱門修建於1826年至1830年期間，設計者是德西莫斯·伯頓。拱門曾被設計為伯頓屏幕的一部分，成為海德公園的入口之一。拱門原本位於屏幕的南部，而憲法山的南側亦被重新調整，以使其和拱門呈直角，亦讓拱門成為在有重大慶典時，前往白金漢宮和阿普斯利別墅的路線上的入口。拱門有一個入口，使用科林斯柱式設計。當時由於整修白金漢宮的費用超過預算，為了節約費用，許多原本計劃的外部裝飾都被刪去。在原本的計劃中，威靈頓拱門將帶有華麗的裝飾，並且拱門頂部會有一架四馬並列拉的雙輪戰車雕像。
在1846年，拱門被決定將改建為紀念第一代威靈頓公爵阿瑟·韋爾斯利的雕像。最終裝在拱門上的銅質威靈頓公爵雕像是由馬修·科茨·懷亞特製作，重40.62公噸，高8.53米，是當時世界上最大的騎馬像。當時這座雕像引發了很多爭議和嘲諷。有人建議搬遷這座雕像，但這可能被視為對威靈頓公爵的侮辱。在威靈頓公爵在世時，女王下令將這座雕像留在原地。
在1882年至1883年時，拱門的位置略有移動，搬遷至現在的海德公園角的位置，以便拓寬道路。搬遷至新位置後，威靈頓拱門喪失了其本來作為海德公園入口的功能，不過卻成為憲法山軸線上的一座重要建築。現在的威靈頓拱門位於一座大型的交通島上，而這座交通島曾是綠園的西部一角。

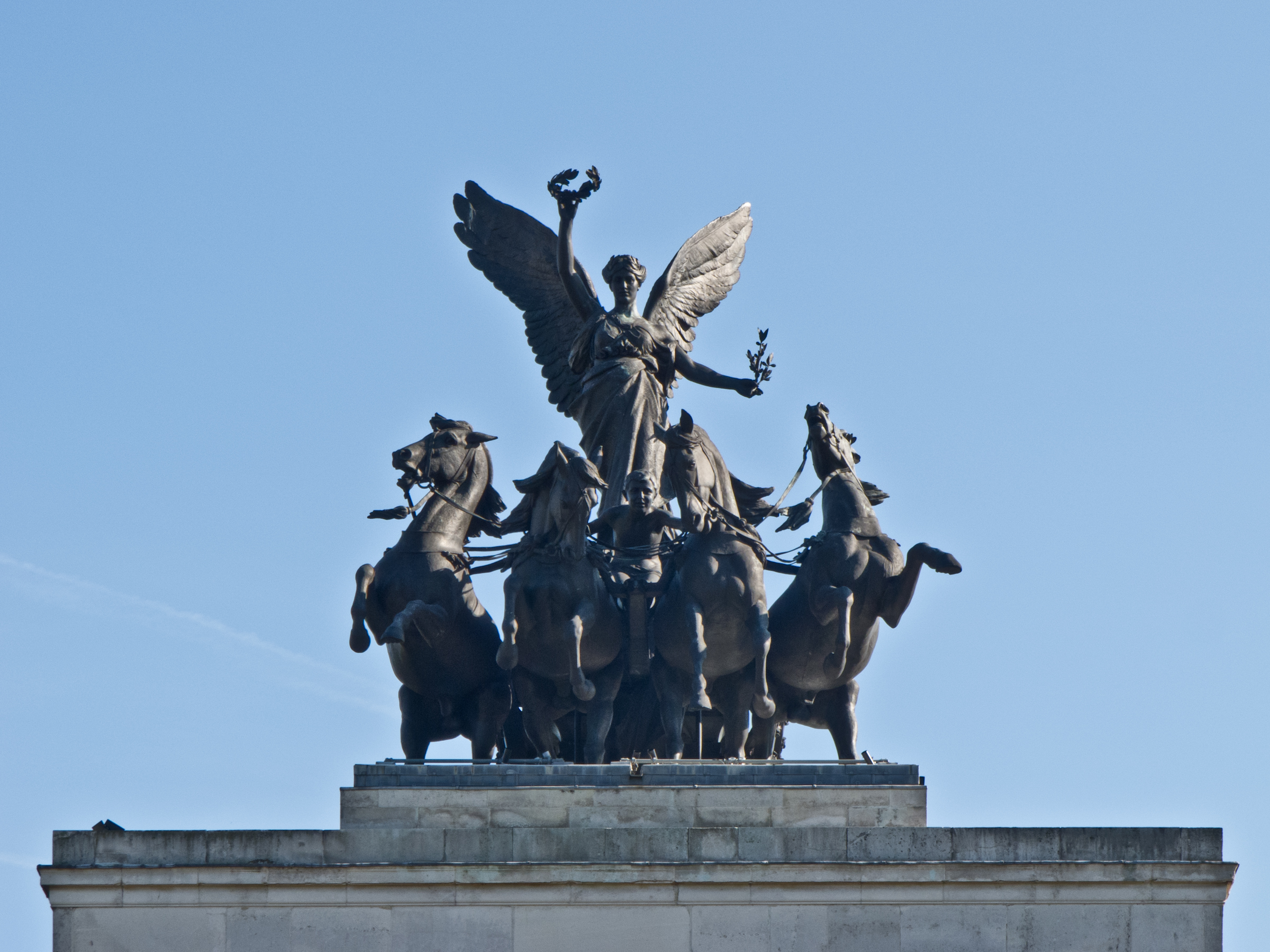
拱門上的雙輪戰車雕塑

拱門搬遷至現在的位置時，威靈頓公爵的雕像並未被移除。不過後來威靈頓公爵的雕像被移至奧爾德肖特。德西莫斯·伯頓在設計拱門時本來計劃在拱門頂部設置雙輪戰車的雕塑，他的構想最後在1912年得以實現。1912年，拱門頂部安裝了一台由阿德里安瓊斯 設計的銅質雕像。雕像刻畫了一位和平天使降臨在四馬戰車上。這座雕像是歐洲最大的青銅雕像。

## 拱門現狀
惠靈頓拱門是中空的，在1992年之前，拱門內有一座小型的警察局。1999年，惠靈頓拱門的所有權被轉讓給英格蘭遺產委員會。現在惠靈頓拱門對公眾開放，並包括三層的展示空間，展出拱門的歷史及其用途。遊客還可爬上拱門兩側的頂部以達到拱門的上部，欣賞附近地區的景色。拱門亦有作為海德公園角地下道路通風井的功能。平均每年都有三人通報倫敦消防局拱門出現冒煙情況，實際上那只是有地下通道的熱空氣和灰塵自拱門排出。

## 外部連結
维基共享资源上的相關多媒體資源：威靈頓拱門
- Page at English Heritage incl. opening hours （页面存档备份，存于）
- Wellington Arch Victorian-era postcard（页面存档备份，存于）

51°30′9″N 0°9′3″W / 51.50250°N 0.15083°W